# Crocallis extimaria
Crocallis extimaria là một loài bướm đêm trong họ Geometridae.